# الذكاء الصناعي: مقاربة حديثة
الذكاء الصناعي: مقاربة حديثة (بالإنجليزية: Artificial Intelligence: A Modern Approach)‏ هو كتاب تعليمي عن الذكاء الصناعي، لمؤلفيه ستيوارت راسل وبيتير نورفينغ. يستهدف بشكل رئيسي طلاب مرحلة البكالوريوس في مجال علوم الحاسب.
صدر للكتاب ثلاث طبعات حتى الآن ويعمل المؤلفون حاليا على الطبعة الرابعة. يعتبر الكتاب على نطاق واسع الكتاب الأساسي في مجال الذكاء الصناعي، ويستخدم كمصدر للدراسة الجامعية في أكثر من 1100 جامعة في أكثر من 100 دولة حول العالم.

## محتوى الكتاب
يحتوي الكتاب على 27 فصلا موزعين على 7 أقسام:
- القسم 1: الذكاء الصناعي
- القسم 2: حل المشاكل
- القسم 3: المعرفة، الاستنتاج، والتخطيط
- القسم 4: المعرفة اللايقينية والاستنتاج
- القسم 5: التعلم
- القسم 6: التواصل، الإدراك، والعمل
- القسم 7: الاستنتاجات